# 京都伸夫
京都 伸夫（きょうと のぶお、1914年3月3日 - 2004年11月28日）は、日本の脚本家、作家。本名は長篠 義臣。

## 経歴
1914年（大正3年）生まれ。徳島県出身。京都帝国大学文学部社会学科卒業。
高校生の頃「女の書ける小説家になりたい」という悲願を立て、以来結婚するまで、「広く、浅く、多く」を主義に、プレイボーイくずれのような生活を送った。1934年（昭和9年）京都大学に入ってからは、映画女優クローデット・コルベール、ギャビー・モルレー、アンナベラ、マリー・ベルに夢中になり、とりわけヴィヴィアーヌ・ロマンスとシモーヌ・シモンにのぼせた。日本人で贔屓にしたのは桑野通子と志賀暁子。
大学卒業後、日活京都撮影所の脚本部に入社。翌年、恋愛遍歴に疲れて結婚。まもなく、大学の先輩が所長を務めていた宝塚映画製作所に転じ、製作所の二作目『雪割草』（小公女の翻案）のシナリオを書いた。同所が閉鎖されると宝塚歌劇団の方へ移籍し、舞台監督として山陰・四国・九州など、地方での公演にしばしば出掛けた。戦況が激化してからは、移動演劇隊を組織して女生徒らを引率、工場や軍の病院を慰問してまわった。その後、支那事変に召集され、終戦後は華中から復員。すぐに宝塚を辞めてマキノ芸能社の文芸部に移った。この時、『雪割草』で主役をつとめた東雲千鶴子のほか、東屋鈴子（＝東屋トン子）らをマキノ芸能社に呼び寄せた。
戦後は、関西を舞台に、若い女性をヒロインにした小説や放送劇（「アコの贈り物」「春日家の青春」など）を数多く書いたほか、映画や舞台の脚本も手がけた。
1993年、兵庫県文化賞（平成5年度）を受賞。

## 人物
50冊余りの著書すべてが女性をヒロインにした物語りで、うち数篇は東雲千鶴子をモデルに執筆した。後年、2年間勤めた宝塚歌劇団時代を振り返って「私の人生にとってもっとも華やかな、楽しい時期であった」と述懐している。この時代、とくに地方公演の旅巡業で若い生徒たち（乙羽信子・淡島千景、久慈あさみ・越路吹雪・日高澄子ほか）と朝から晩までじかに接し、若い娘のありのままの姿を観察、発見、勉強できたことが、のちの小説やシナリオの執筆に大いに役立ったという。宝塚の生徒たちが日常使っていた標準語ベースの独特の関西弁をヒントに、物語のヒロインにはいつも私流の関西弁を喋らせることにこだわる。吉永小百合の映画に原作を数本提供したのも、吉永が『青春のお通り』の桜子をイメージ通りに演じてくれたからである。
46歳で一女に恵まれ、それ以来ベッドシーンを売り物にするような、媚びた小説は書かないと決心した。「健康な、しゃれた、楽しい小説」、女性を主人公にするのは当然だが、若い娘だけでなく、いつか中年の女性も書いてみたいという。目指すものは小津安二郎の映画のような洗練、洋画でいえば『七年目の浮気』、『アパートの鍵貸します』。惹かれるのは石川達三著『洒落た関係』の女医小柳春子。『マンハッタンの哀愁』、『パリのめぐり逢い』で「女」を輝かせていたフランスの映画女優アニー・ジラルドのような女性をいつか描きたいとも語る。

## 映画脚本
- 大岡政談 海賊船（1937年）
- 女賊変化（1937年）
- 雪割草（1939年、宝塚映画）
- 女学生と兵隊（1940年、宝塚映画）
- 瞼の戦場（1940年、宝塚映画）
- 南十字星（1941年、宝塚映画）
- サザエさん（前後篇）（1948年） - 東屋トン子主演
- 鉄路の薔薇（1949年）
- サザエさん のど自慢歌合戦（1950年） - 東屋トン子主演

## 映画原作
- あの手この手（1952年、監督市川崑） - 久我美子主演
- 現代処女（1953年）
- 青春のお通り（1965年） - 吉永小百合主演
- 青春のお通り 愛して泣いて突っ走れ!（1966年） - 吉永小百合主演
- 恋のハイウェイ（1967年） - 吉永小百合主演
- 青春の風（1968年） - 吉永小百合主演

## 舞台脚本
- 白菊の騎士（1954年）
- 港のロマンス（1955年）
- 続・白菊の騎士（1955年）
- 百万人の花嫁（1956年）

## 著書
- 『美貌の使徒』東方社 1953
- 『花の寝室』東方社 1954
- 『せめて今宵を』東方社 1954
- 『花愁あり』東方社 1954
- 『アコちやん』東方社 1954-1955
- 『0号夫人』東方社 1954
- 『花の行状記』東方新書 1955
- 『花の三銃士』東方社 1955
- 『仮面は偽らず』東方社 1956
- 『春日家の青春』東方社 1956-1957
- 『完全なる女』東方社 1956
- 『黄金娘』東方社 1956
- 『チャチャ娘』東方社 1957
- 『ばら色の人生』東方社 1957
- 『灯台さん』桃源社 1957
- 『花の旅情』東方社 1957
- 『七色の肌』桃源社 1957
- 『花を捧げん』東方社 1957
- 『がんばれ!弥太さん』東方社 1958
- 『花の情事』東方社 1958
- 『君こそわが命』東方社 1958
- 『美人を探せ』桃源社 1958
- 『幸福の窓』東方社 1959
- 『あした幸福になれ!』東方社 1959
- 『危険な娘』東方社 1959
- 『悲願3人娘』東方社 1960
- 『情事の配当』東方社 1960
- 『完全女性』東方社 1960
- 『わたしは真珠』東方社 1961
- 『紅さん紫さん』東方社 1962
- 『花の勝敗』東方社 1962
- 『女医先生は御独身』東方社 1962
- 『目下花嫁修業中』東方社 1962
- 『幸福あげます』東方社 1963
- 『青春旅情』東方社 1963
- 『おーい幸福』東方社 1964
- 『愛の斜塔』東方社 1964
- 『夜の虹』東方社 1965
- 『青春のお通り』朝日新聞社 1965  「週刊朝日」連載、吉永小百合主演で映画化。
- 『青春案内』東方社 1966
- 『清く正しく美しく』東方社 1966
- 『青春のドラが鳴る』学習研究社(レモン・ブックス)1967
- 『青春の航跡』講談社 1969
- 『晴レテ読ミ雨ッテ読ム』読書サークル“山茶花" 1992.5